# Сівянка (Мазовецьке воєводство)
Сівянка (пол. Siwianka) — село в Польщі, у гміні Колбель Отвоцького повіту Мазовецького воєводства.
Населення — 136 осіб (2011).
У 1975-1998 роках село належало до Седлецького воєводства.

## Демографія
Демографічна структура станом на 31 березня 2011 року:
|          | Загалом | Допрацездатний вік | Працездатний вік | Постпрацездатний вік |
| -------- | ------- | ------------------ | ---------------- | -------------------- |
| Чоловіки | 73      | 18                 | 43               | 12                   |
| Жінки    | 63      | 11                 | 33               | 19                   |
| Разом    | 136     | 29                 | 76               | 31                   |